# Station Châtelet
Station Châtelet is een spoorwegstation langs de Belgische spoorlijn 130 (Namen - Charleroi) en spoorlijn 138 (Châtelet - Florennes) in de stad Châtelet. Men kan er kosteloos parkeren en er is een gratis fietsstalling.
Hier vertrok ook de spoorlijn 119 (Châtelet - Luttre), en spoorlijn 140A (Châtelet - Lodelinsart). Deze spoorlijnen zijn al tussen 1951 en 1990 opgebroken.
Het station heette aanvankelijk Châtelineau, deze naam is nog te lezen op de gevel aan perronzijde. Het stond later bekend als Châtelineau-Châtelet; in het kader van het stationsnaamvereenvoudigingsbeleid van de NMBS werd deze naam uiteindelijk herleid tot Châtelet.
In de loop van 2021 zullen de loketten hier hun deuren sluiten en zal het station een stopplaats worden.

## Treindienst
| Serie       | Treinsoort               | Route | Bijzonderheden                                            |
| ----------- | ------------------------ | --- | --------------------------------------------------------- |
| IC 25       | Intercity (NMBS)         | Moeskroen – Doornik – Bergen – Charleroi-Centraal – Châtelet – Namen – Luik-Guillemins – Herstal – Liers | Rijdt in het weekend tussen Moeskroen en Liers.           |
| S 61        | S-trein Charleroi (NMBS) | Waver – Charleroi-Centraal – Châtelet – Jambes                                                           | Rijdt in de week 2×/u tussen Jambes - Charleroi-Centraal. |
| P 7720/8720 | Piekuurtrein (NMBS)      | Jemeppe-sur-Sambre – Châtelet – Charleroi-Centraal – Brussel-Zuid – Schaarbeek                           | Rijdt alleen op werkdagen.                                |
| P 7780/8780 | Piekuurtrein (NMBS)      | Charleroi-Centraal – Châtelet – Namen – Jambes                                                           | Rijdt alleen op werkdagen. Een trein tot Jambes.          |

## Galerij

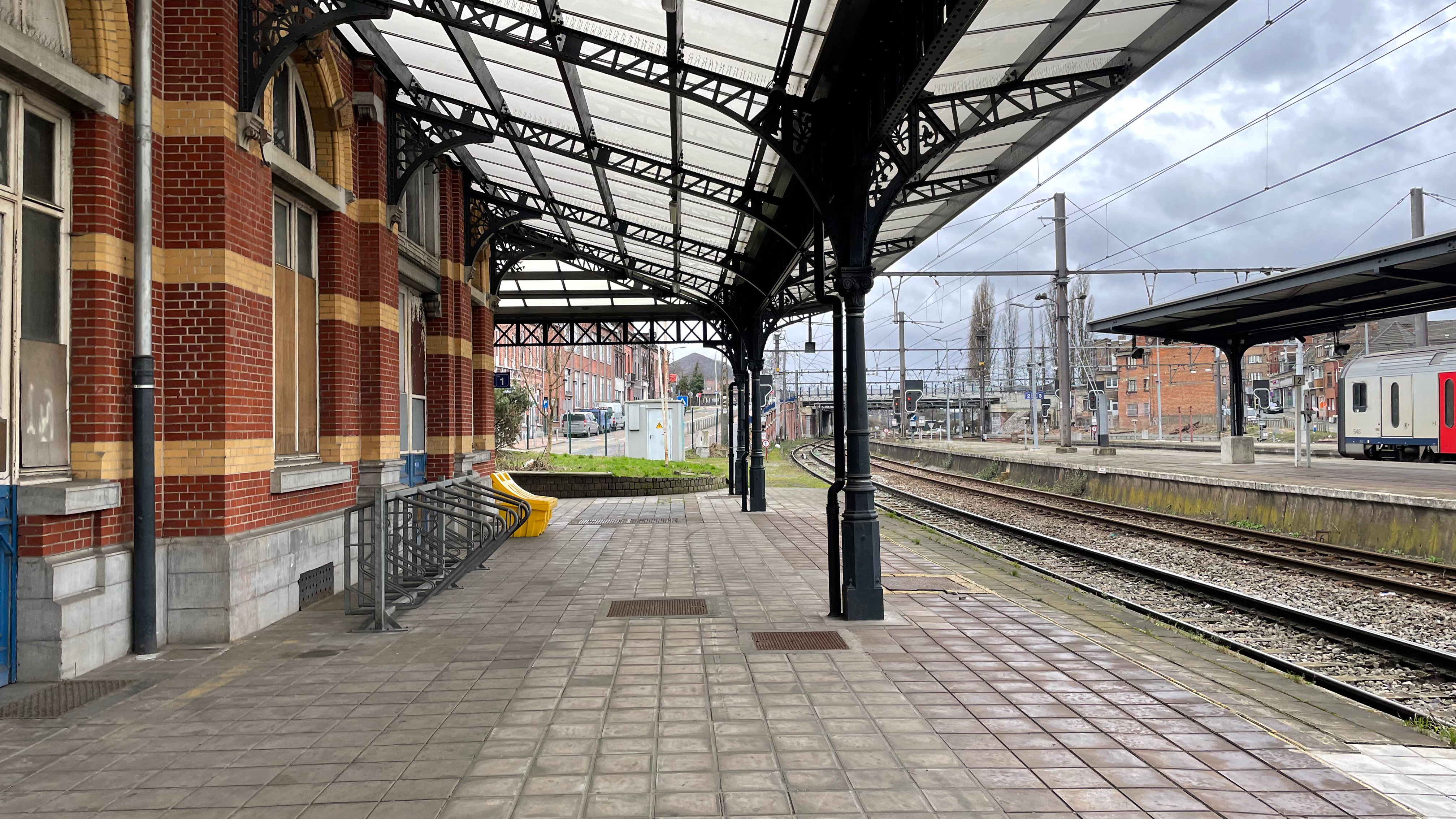
Zicht op perron 1
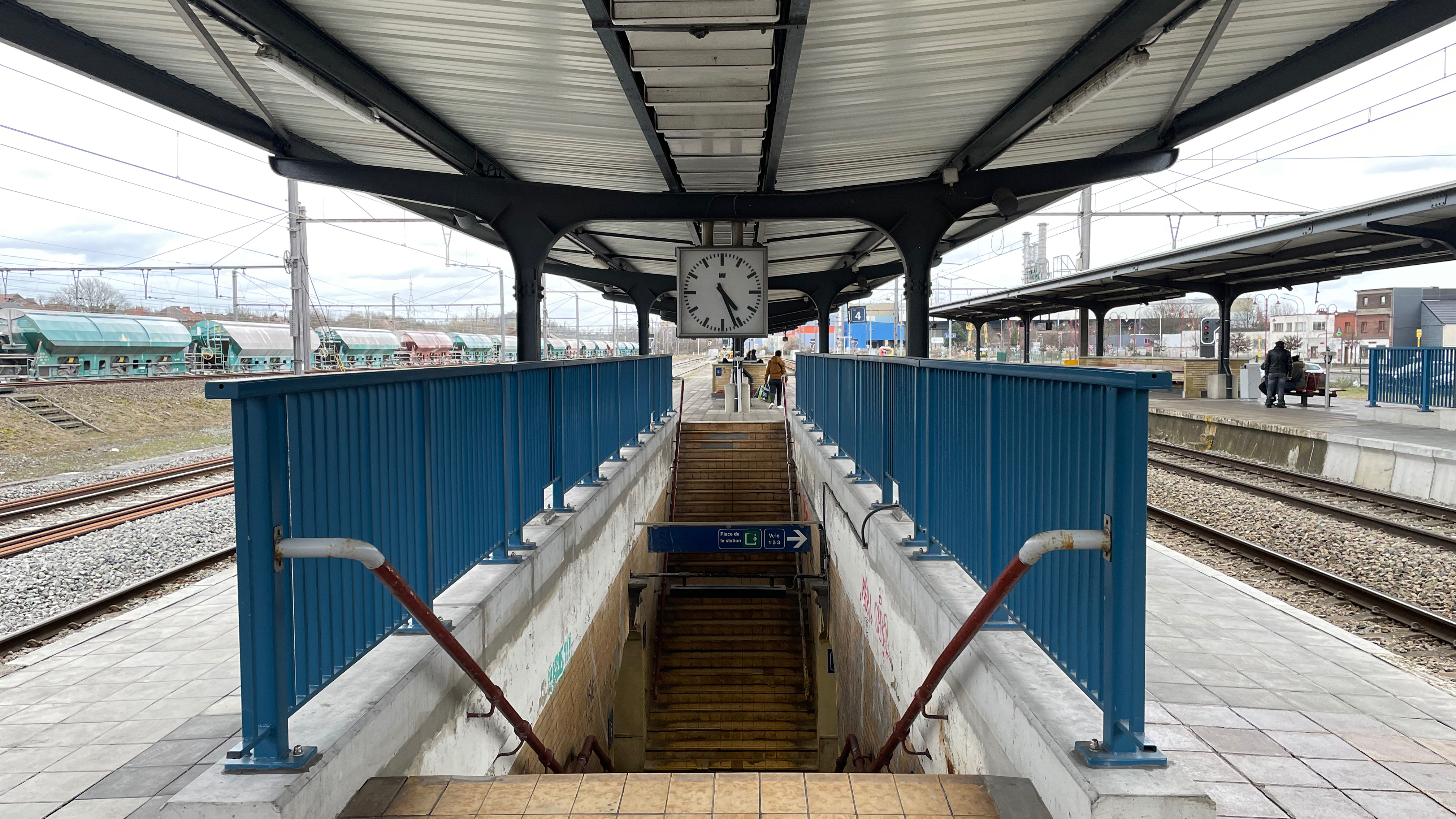
Trappen naar doorgang
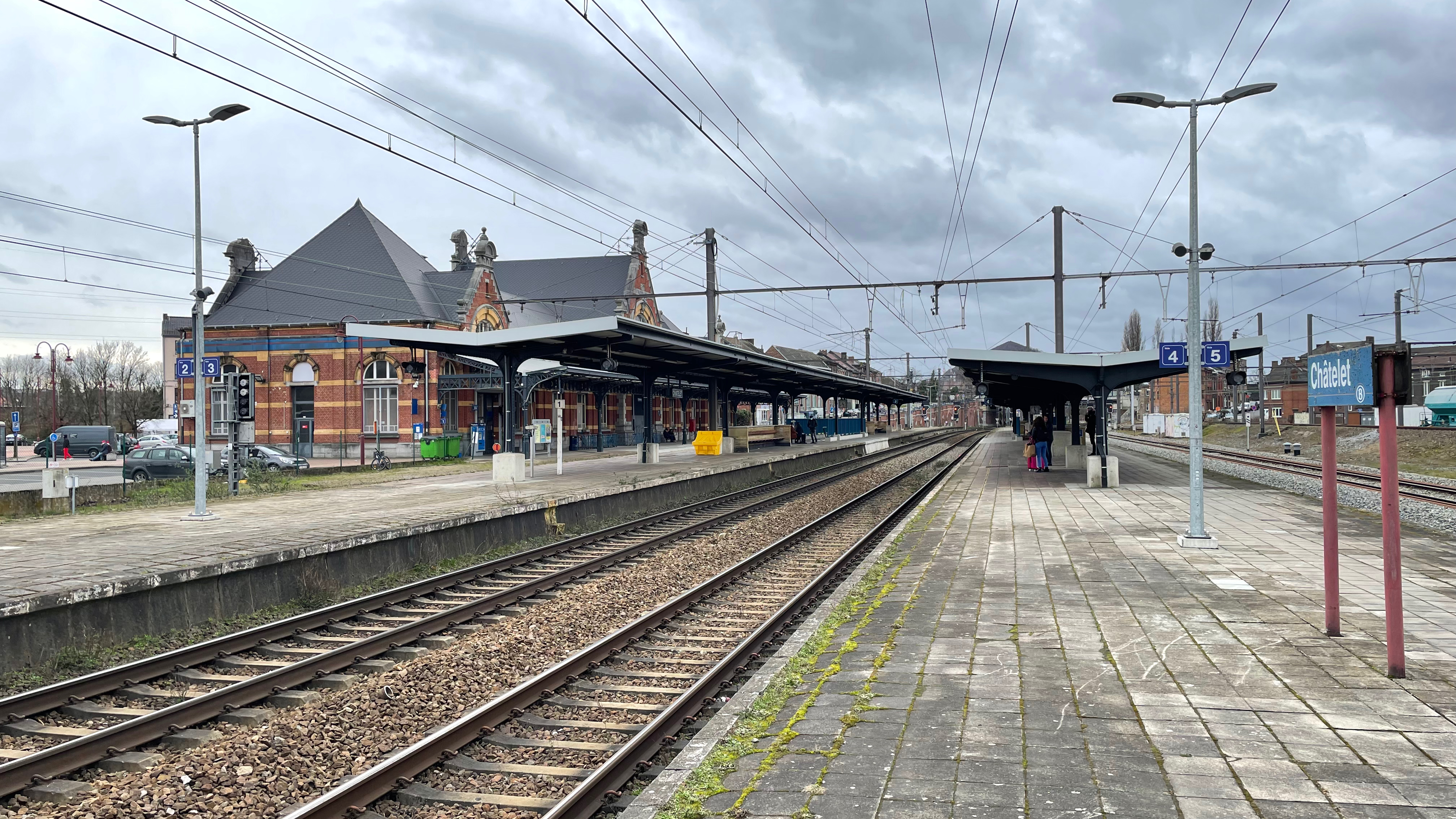
Zicht op de sporen
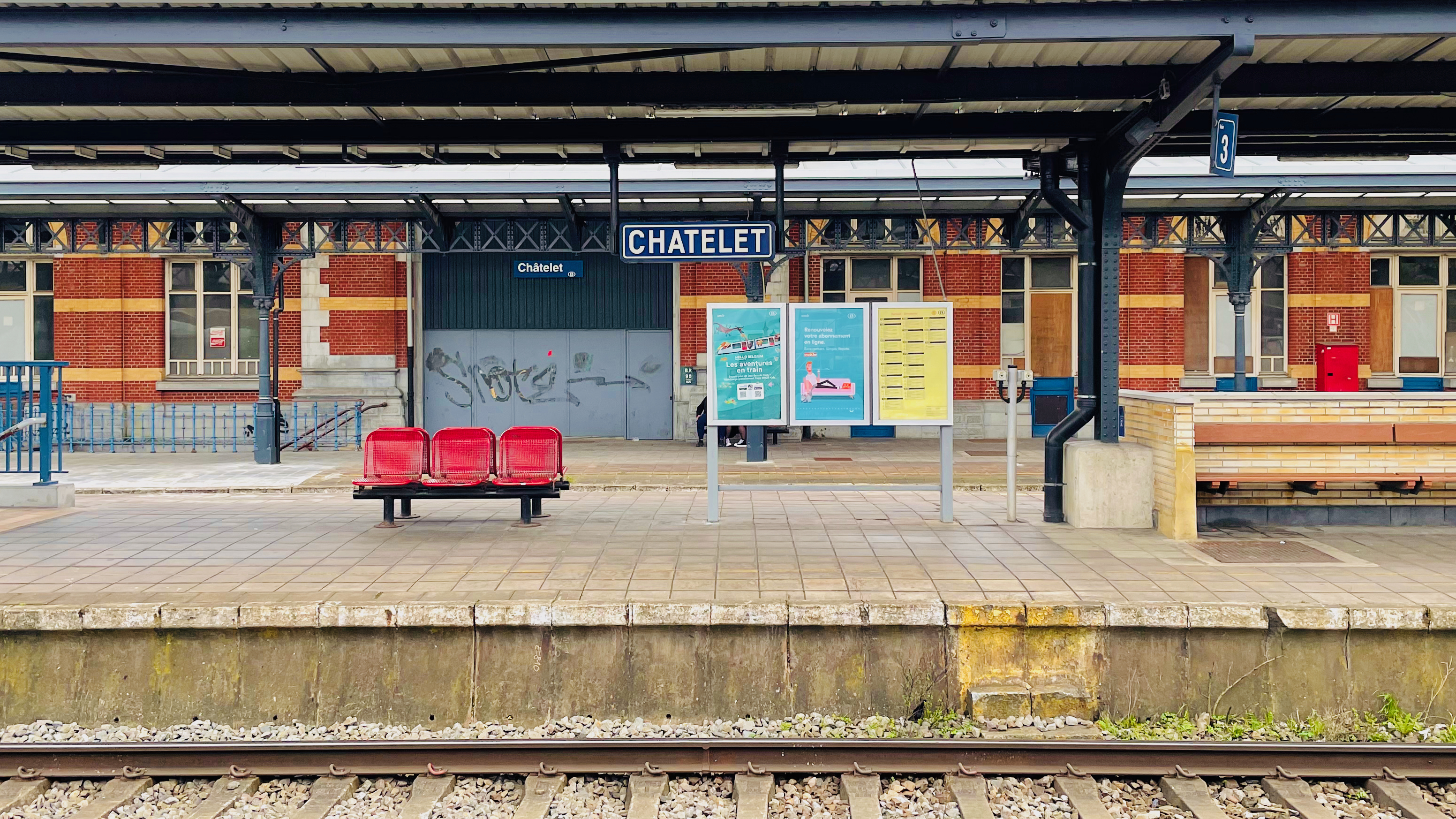
Plaatsnaambord

## Reizigerstellingen
De grafiek en tabel geven het gemiddeld aantal instappende reizigers weer op een week-, zater- en zondag.
| Tabel: aantal instappende reizigers station Châtelet | Tabel: aantal instappende reizigers station Châtelet | Tabel: aantal instappende reizigers station Châtelet | Tabel: aantal instappende reizigers station Châtelet |
|                                                      | Weekdag                                              | Zaterdag                                             | Zondag                                               |
| ---------------------------------------------------- | ---------------------------------------------------- | ---------------------------------------------------- | ---------------------------------------------------- |
| 1977                                                 | 1 635                                                | 463                                                  | 309                                                  |
| 1978                                                 | 1 502                                                | 342                                                  | 318                                                  |
| 1979                                                 | 1 542                                                | 349                                                  | 334                                                  |
| 1980                                                 | 1 400                                                | 374                                                  | 338                                                  |
| 1981                                                 | 1 587                                                | 303                                                  | 358                                                  |
| 1982                                                 | 1 392                                                | 389                                                  | 481                                                  |
| 1983                                                 | 1 205                                                | 284                                                  | 338                                                  |
| 1984                                                 | 1 127                                                | 306                                                  | 320                                                  |
| 1985                                                 | 1 221                                                | 284                                                  | 291                                                  |
| 1986                                                 | 1 183                                                | 202                                                  | 219                                                  |
| 1987                                                 | 1 027                                                | 185                                                  | 190                                                  |
| 1988                                                 | 1 095                                                | 261                                                  | 214                                                  |
| 1989                                                 | 955                                                  | 234                                                  | 231                                                  |
| 1990                                                 | 810                                                  | 232                                                  | 191                                                  |
| 1991                                                 | 869                                                  | 249                                                  | 267                                                  |
| 1992                                                 | 983                                                  | 244                                                  | 241                                                  |
| 1993                                                 | 899                                                  | 263                                                  | 188                                                  |
| 1994                                                 | 963                                                  | 176                                                  | 150                                                  |
| 1995                                                 | 893                                                  | 255                                                  | 174                                                  |
| 1996                                                 | 897                                                  | 245                                                  | 238                                                  |
| 1997                                                 | 932                                                  | 201                                                  | 226                                                  |
| 1998                                                 | 858                                                  | 174                                                  | 168                                                  |
| 1999                                                 | 893                                                  | 268                                                  | 183                                                  |
| 2000                                                 | 1 260                                                | 382                                                  | 249                                                  |
| 2001                                                 | 982                                                  | 228                                                  | 172                                                  |
| 2002                                                 | 1 092                                                | 214                                                  | 220                                                  |
| 2003                                                 | 1 173                                                | 288                                                  | 220                                                  |
| 2004                                                 | 1 095                                                | 279                                                  | 218                                                  |
| 2005                                                 | 1 056                                                | 321                                                  | 186                                                  |
| 2006                                                 | 1 020                                                | 273                                                  | 172                                                  |
| 2007                                                 | 995                                                  | 246                                                  | 189                                                  |
| 2008                                                 | -                                                    | -                                                    | -                                                    |
| 2009                                                 | 1 084                                                | 375                                                  | 306                                                  |
| 2010                                                 | -                                                    | -                                                    | -                                                    |
| 2011                                                 | -                                                    | -                                                    | -                                                    |
| 2012                                                 | 905                                                  | 237                                                  | 216                                                  |
| 2013                                                 | 909                                                  | 285                                                  | 230                                                  |
| 2014                                                 | 1 012                                                | 208                                                  | 251                                                  |
| 2015                                                 | 847                                                  | 227                                                  | 192                                                  |
| 2016                                                 | 829                                                  | 219                                                  | 196                                                  |
| 2017                                                 | 834                                                  | 256                                                  | 214                                                  |
| 2018                                                 | 739                                                  | 272                                                  | 244                                                  |
| 2019                                                 | 702                                                  | 209                                                  | 202                                                  |
| 2020                                                 | 399                                                  | 307                                                  | 287                                                  |
| 2021                                                 | -                                                    | -                                                    | -                                                    |
| 2022                                                 | 449                                                  | 295                                                  | 263                                                  |
| 2023                                                 | 674                                                  | 404                                                  | 247                                                  |
| 2024                                                 | 685                                                  | 181                                                  | 206                                                  |

0,0: Châtelet ·
2,9: Gilly-Sart-Allet ·
3,7: Gilly-Sart-Culpart ·
7,1: Hamendes ·
9,0: Houbois ·
10,1: Jumet-Brûlotte ·
10,9: Malavée ·
11,8: Chef-Lieu ·
12,9: La Carosse ·
13,9: Gosselies ·
15,4: Thiméon ·
17,4: Viesville ·
21,0: Luttre
0,0: Namen ·
3,2: Ronet ·
4,8: Flawinne ·
8,6: Floreffe ·
10,9: Franière ·
13,5: Mornimont ·
14,4: Moustier ·
16,2: Ham-sur-Sambre ·
16,7: Jemeppe-sur-Sambre ·
19,3: Auvelais ·
21,4: Tamines ·
23,7: Aiseau ·
25,5: Tergnée ·
26,4: Farciennes ·
27,5: Le Campinaire ·
28,6: Pont-de-Loup ·
29,8: Châtelet ·
32,6: Couillet-Montignies ·
33,9: Couillet ·
36,6: Charleroi-Central
0,0: Châtelet ·
1,0: Châtelet-Ville ·
2,8: Bouffioulx ·
3,4: Chamborgneau ·
6,0: Acoz ·
7,0: Acoz-Centrum ·
9,6: Gerpinnes ·
10,3: Hymiée ·
11,9: Hanzinne ·
16,8: Oret ·
19,0: Morialmé-Bifurcation
0,0: Châtelet ·
2,5: Roctiau ·
3,1: Montignies-sur-Sambre ·
4,3: Montignies-Neuville ·
6,0: Charleroi-Noord ·
7,8: Lodelinsart